# 150 (عدد)
150 أو 150 هو عدد صحيح. طبيعي بين 149 و151

## في الرياضيات

### خاصيات
- 150 عدد زوجي
- 150 يكرر رقما واحدا في نظام العد ذا الأساس 14 (aa)
- 150 عدد مضلعي ذا 50 ضلع ترتيبه 3